# Alexander Cartwright
Alexander Joy Cartwright, Jr. (17 de abril de 1820 – 12 de julho de 1892) foi oficialmente declarado pelo Congresso dos Estados Unidos como o inventor do beisebol (3 de junho de 1953), apesar de existirem controvérsias.